# Autostrade in Tunisia

Il segnale usato in Tunisia per identificare le autostrade

Autostrade in Tunisia.

La costruzione della rete autostradale in Tunisia è cominciata negli anni 1980, fra Tunisi e Hammamet. L'autostrada principale è la A1 che ha inizio dalla capitale e prosegue verso sud, lungo la costa verso Sfax, e termina nei pressi del confine con la Libia.
Le autostrade sono gestite dalla società Tunisieautoroutes e sono soggette al pagamento di pedaggio.

## Galleria d'immagini

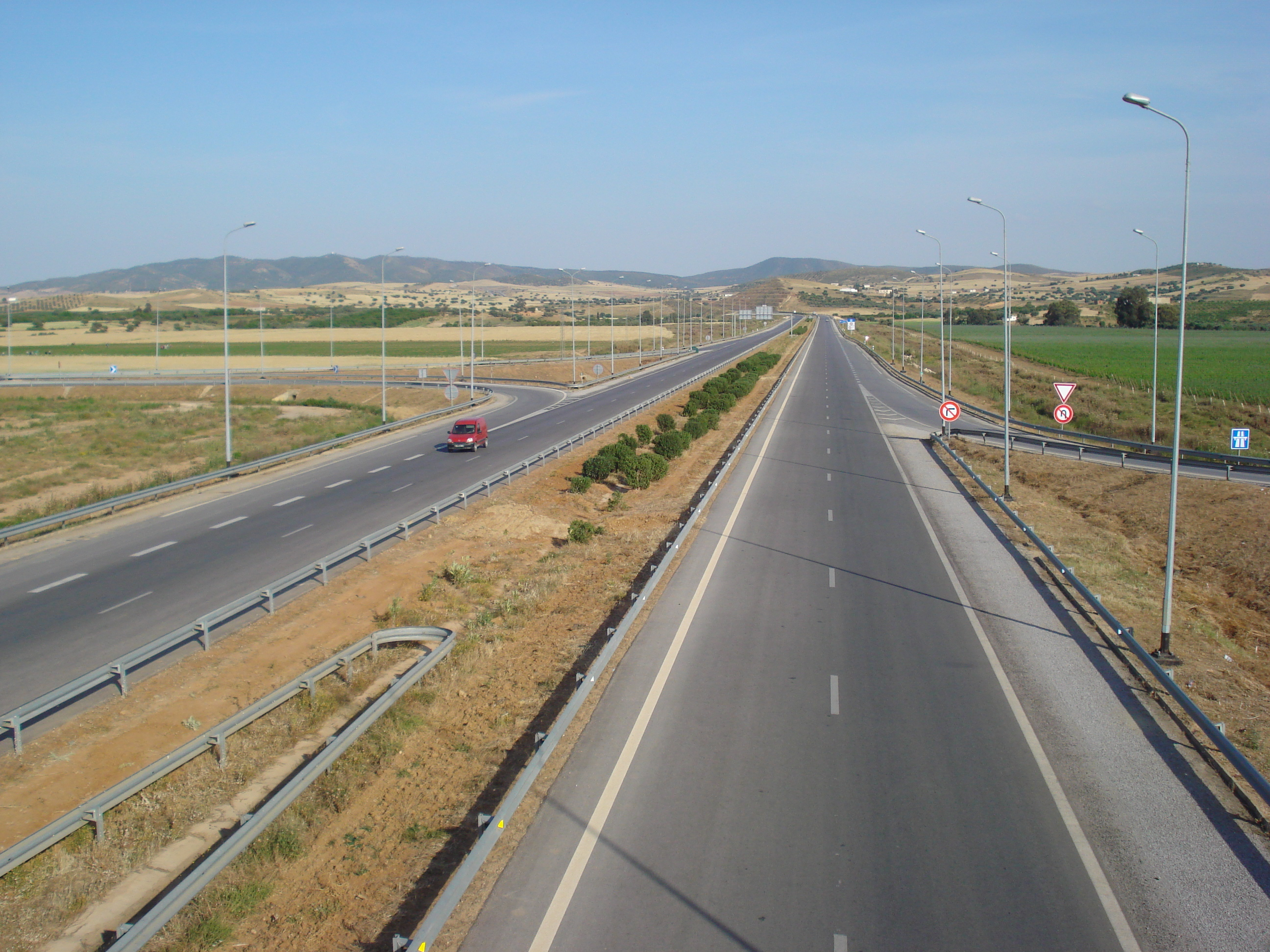
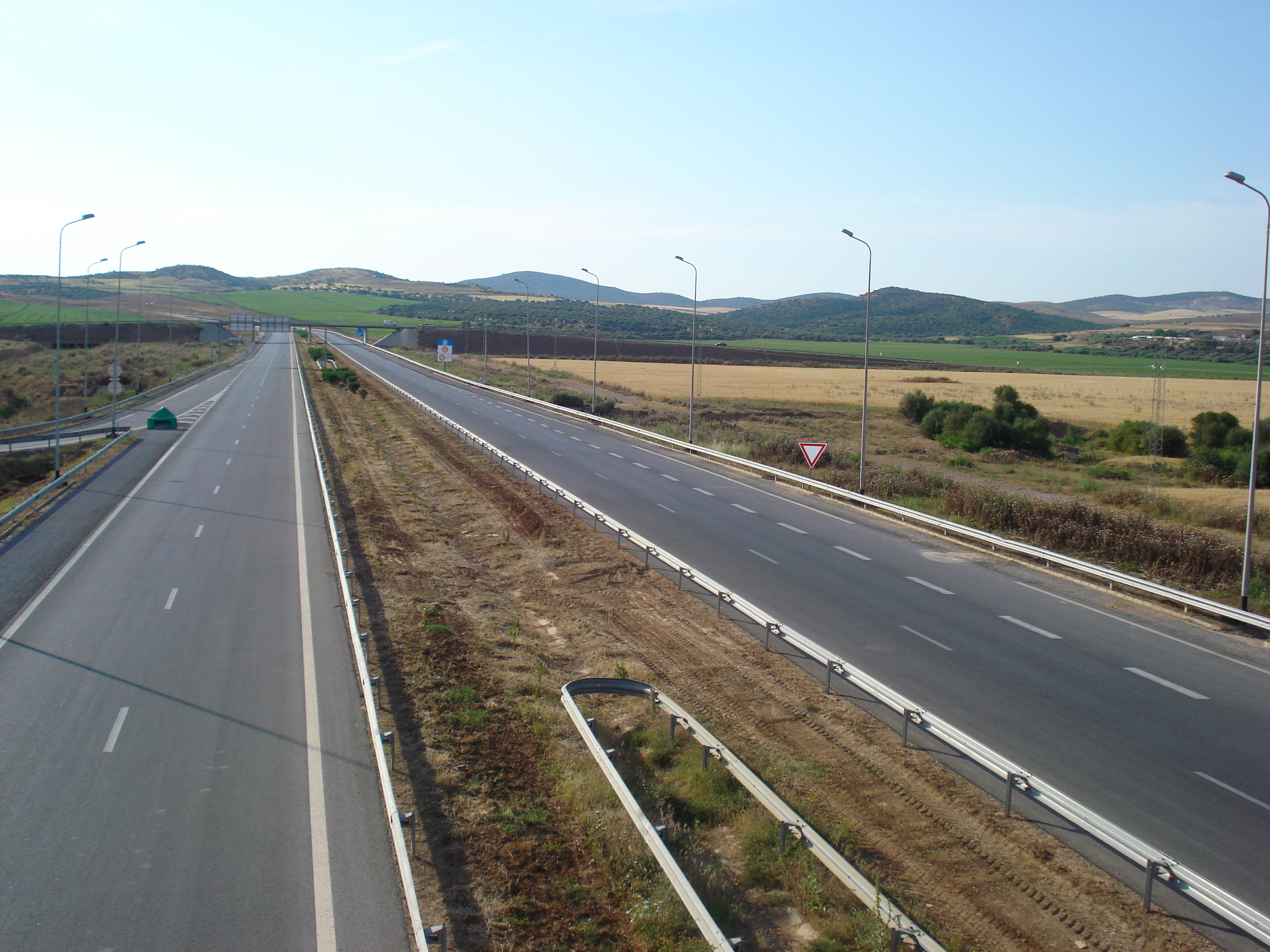
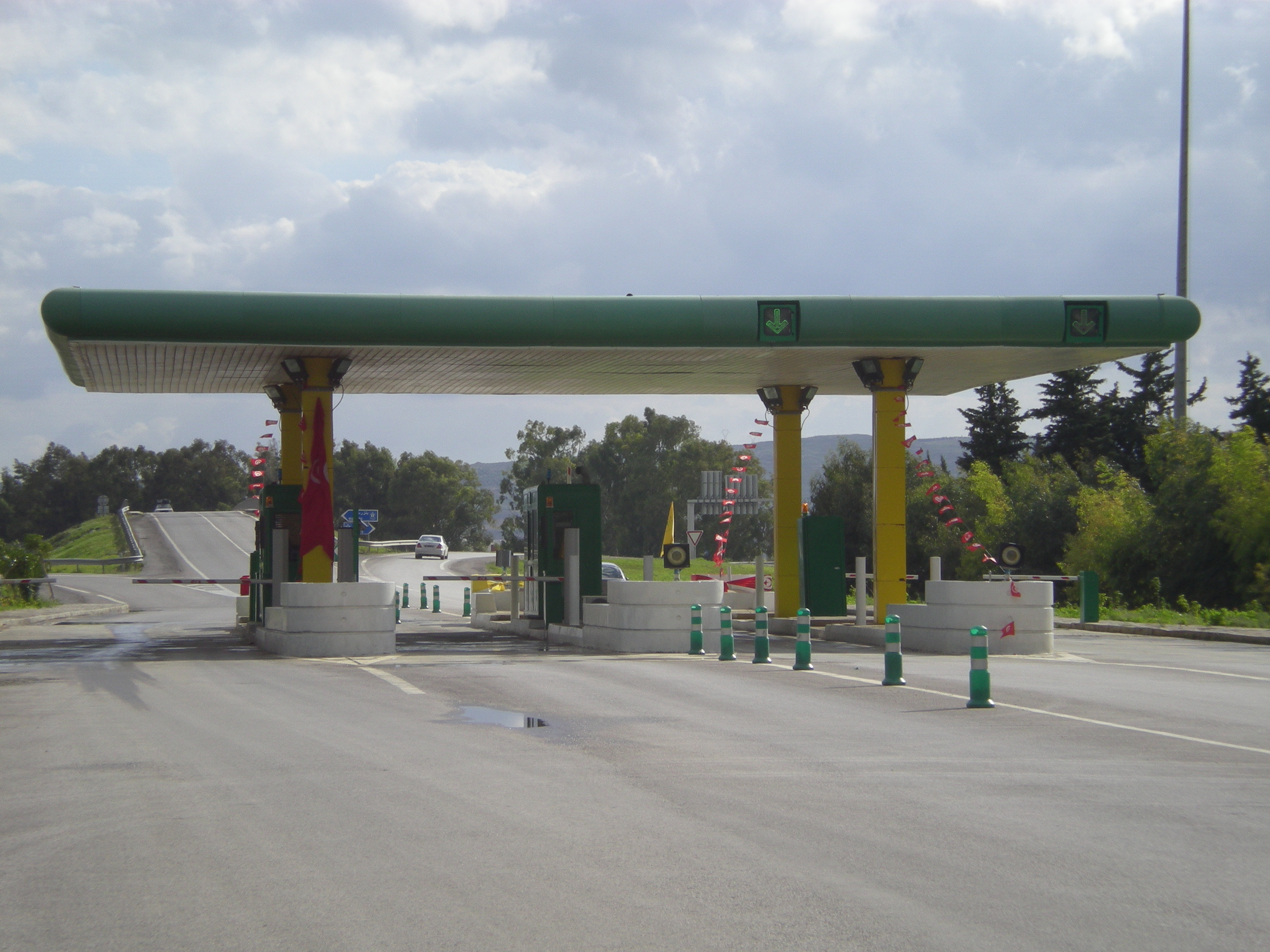

## Autostrade
Situazione nell'aprile 2024:
| Autostrada | km in esercizio | km in costruzione | km in progetto | Città servite |
| ---------- | --------------- | ----------------- | -------------- | --- |
| A1         | 569             |                   |                | Tunisi - Hammamet - Susa - Monastir - El Jem - Sfax - Gabès Médenine - Ben Gardane (vicino al confine con la Libia ) |
| A2         |                 | 185               | 200            | Tunisi - Zaghouan - al-Qayrawan - Jelma - (previsto fino a Gafsa)                                                    |
| A3         | 121             |                   | 84             | Tunisi - Mornaguia - Medjez el-Bab - Béja - Bou Salem (in progetto, da Jendouba fino al confine con l'Algeria )      |
| A4         | 51              |                   |                | Tunisi - El Alia - Menzel Bourguiba - Menzel Jemil - Biserta                                                         |
| Totale     | 741             | 185               | 284            | |

## Diramazioni
| Autostrada                  | km in esercizio | km in progetto | Città servite                   |
| --------------------------- | --------------- | -------------- | ------------------------------- |
| Diramazione per Borj Cédria | 7               | -              | Borj Cédria - Erriadh - Soliman |
| Diramazione per Sfax        | 5               | -              | Sfax                            |
| Diramazione A2 - Gafsa      | -               | -              | Sidi Bouzid - Gafsa             |